# Marathon aux Jeux olympiques d'été de 1968
Navigation
Tokyo 1964 Munich 1972
L'épreuve du marathon aux Jeux olympiques de 1968 s'est déroulée le 20 octobre 1968 dans les rues de Mexico, au Mexique, avec une arrivée au Stade olympique universitaire.  Elle est remportée par l’Éthiopien Mamo Wolde.

## Résultats

### Finale
| Rang               | Athlète               | Pays                 | Temps           |
| ------------------ | --------------------- | -------------------- | --------------- |
| Médaille d'or      | Mamo Wolde            | Éthiopie             | 2 h 20 min 26 s |
| Médaille d'argent  | Kenji Kimihara        | Japon                | 2 h 23 min 31 s |
| Médaille de bronze | Mike Ryan             | Nouvelle-Zélande     | 2 h 23 min 45 s |
| 4                  | İsmail Akçay          | Turquie              | 2 h 25 min 18 s |
| 5                  | Bill Adcocks          | Royaume-Uni          | 2 h 25 min 33 s |
| 6                  | Gabrou Merawi         | Éthiopie             | 2 h 27 min 16 s |
| 7                  | Derek Clayton         | Australie            | 2 h 27 min 23 s |
| 8                  | Timothy Johnston      | Royaume-Uni          | 2 h 28 min 04 s |
| 9                  | Akio Usami            | Japon                | 2 h 28 min 06 s |
| 10                 | Andy Boychuk          | Canada               | 2 h 28 min 40 s |
| 11                 | Gaston Roelants       | Belgique             | 2 h 29 min 04 s |
| 12                 | Pat McMahon           | Irlande              | 2 h 29 min 21 s |
| 13                 | Alfredo Peñaloza      | Mexique              | 2 h 29 min 48 s |
| 14                 | Kenny Moore           | États-Unis           | 2 h 29 min 49 s |
| 15                 | Jürgen Busch          | Allemagne de l'Est   | 2 h 30 min 42 s |
| 16                 | George Young          | États-Unis           | 2 h 31 min 15 s |
| 17                 | Manfred Steffny       | Allemagne de l'Ouest | 2 h 31 min 23 s |
| 18                 | Thin Sumbwegam        | Birmanie             | 2 h 32 min 22 s |
| 19                 | Naftali Temu          | Kenya                | 2 h 32 min 36 s |
| 20                 | Maurice Peiren        | Belgique             | 2 h 32 min 49 s |
| 21                 | Antonio Ambu          | Italie               | 2 h 33 min 19 s |
| 22                 | Ron Daws              | États-Unis           | 2 h 33 min 53 s |
| 23                 | Karl-Heinz Sievers    | Allemagne de l'Ouest | 2 h 34 min 11 s |
| 24                 | Gyula Tóth            | Hongrie              | 2 h 34 min 49 s |
| 25                 | Hüseyin Aktas         | Turquie              | 2 h 35 min 09 s |
| 26                 | Pablo Garrido         | Mexique              | 2 h 35 min 47 s |
| 27                 | Aad Steylen           | Pays-Bas             | 2 h 37 min 42 s |
| 28                 | Anatoly Sukharyev     | Union soviétique     | 2 h 38 min 07 s |
| 29                 | Lee Myung-jung        | Corée du Sud         | 2 h 38 min 52 s |
| 30                 | Ivailo Sharankov      | Bulgarie             | 2 h 39 min 49 s |
| 31                 | Gioacchino de Palma   | Italie               | 2 h 39 min 58 s |
| 32                 | Josef Gwerder         | Suisse               | 2 h 40 min 16 s |
| 33                 | Hubert Riesner        | Allemagne de l'Ouest | 2 h 41 min 29 s |
| 34                 | Georg Olsen           | Danemark             | 2 h 42 min 24 s |
| 35                 | Douglas Sinkala       | Zambie               | 2 h 42 min 51 s |
| 36                 | Exequiel Baeza        | Chili                | 2 h 43 min 15 s |
| 37                 | Dave McKenzie         | Nouvelle-Zélande     | 2 h 43 min 36 s |
| 38                 | Kim Bong-nae          | Corée du Sud         | 2 h 43 min 56 s |
| 39                 | Carlos Cuque          | Guatemala            | 2 h 45 min 20 s |
| 40                 | Godwin Kalimbwe       | Zambie               | 2 h 45 min 26 s |
| 41                 | Mick Molloy           | Irlande              | 2 h 48 min 13 s |
| 42                 | Nikola Simeonov       | Bulgarie             | 2 h 48 min 30 s |
| 43                 | John Farrington       | Australie            | 2 h 50 min 16 s |
| 44                 | Helmut Kunisch        | Suisse               | 2 h 50 min 58 s |
| 45                 | Alifu Massaquoi       | Sierra Leone         | 2 h 52 min 28 s |
| 46                 | Lee Sang-hoon         | Corée du Sud         | 2 h 52 min 46 s |
| 47                 | Hla Thein             | Birmanie             | 2 h 54 min 03 s |
| 48                 | Paul Mose             | Kenya                | 2 h 55 min 17 s |
| 49                 | Benjamin Silva-Netto  | Philippines          | 2 h 56 min 19 s |
| 50                 | Harry Prowell         | Guyana               | 2 h 57 min 01 s |
| 51                 | Wimalasena Perera     | Ceylan               | 2 h 59 min 05 s |
| 52                 | Fulgencio Hernández   | Guatemala            | 3 h 00 min 40 s |
| 53                 | Gustavo Gutiérrez     | Équateur             | 3 h 03 min 07 s |
| 54                 | Martin Ande           | Nigeria              | 3 h 03 min 47 s |
| 55                 | Mustapha Musa         | Ouganda              | 3 h 04 min 53 s |
| 56                 | Enoch Nwemba          | Zambie               | 3 h 06 min 16 s |
| 57                 | John Stephen Akhwari  | Tanzanie             | 3 h 25 min 17 s |
| —                  | Carlos Pérez          | Espagne              | DNF             |
| —                  | Hernando Barreneche   | Colombie             | DNF             |
| —                  | Abebe Bikila          | Éthiopie             | DNF             |
| —                  | Peter Buniak          | Canada               | DNF             |
| —                  | Pentti Rummakko       | Finlande             | DNF             |
| —                  | Guy Texereau          | France               | DNF             |
| —                  | René Combes           | France               | DNF             |
| —                  | Jim Alder             | Royaume-Uni          | DNF             |
| —                  | Lajos Mecser          | Hongrie              | DNF             |
| —                  | Seiichiro Sasaki      | Japon                | DNF             |
| —                  | Mraljeb Ayed-Mansoor  | Koweït               | DNF             |
| —                  | Saoud OBaid-Daifallah | Koweït               | DNF             |
| —                  | José García           | Mexique              | DNF             |
| —                  | Edgar Friedli         | Suisse               | DNF             |
| —                  | Mukhamed Shakirov     | Union soviétique     | DNF             |
| —                  | Armando González      | Uruguay              | DNF             |
| —                  | Nedo Farčić           | Yougoslavie          | DNF             |

## Légende
Records et Performances
- AR : Record continental (area record)
- CR : Record des championnats (championship record)
- MR : Record du meeting (meet record)
- NR : Record national (national record)
- OR : Record olympique (olympic record)
- PR : Record paralympique (paralympic record)
- PB : Record personnel (personal best)
- SB : Meilleure performance personnelle de la saison (season's best)
- WL : Meilleure performance mondiale de l'année (world leader)
- WJR : Record du monde junior (world junior record)
- WR : Record du monde (world record)

Circonstances et Conditions
- DNF : N'a pas terminé (did not finish)
- DNS : N'a pas pris le départ (did not start)
- DQ : Disqualification (disqualification)
- NM : Aucun essai valable enregistré (No Mark)
- Q : Qualifié « directement » au prochain tour (ou à la prochaine compétition), lors d'une compétition majeure, grâce au classement ou à la réalisation des minima (automatic qualifier)
- q : Qualifié au prochain tour (ou à la prochaine compétition), lors d'une compétition majeure, grâce au repêchage ou à la réalisation de l'une des meilleures performances parmi celles des « non qualifiés directement » (grâce au meilleur temps ou à la meilleure distance par exemple) (secondary qualifier)